# .sg
.sg – domena internetowa przypisana od roku 1988 do Singapuru i administrowana przez Singapore Network Information Centre.

## Domeny drugiego poziomu
- com.sg – podmioty komercyjne
- net.sg – operatorzy sieci i operatorzy Info-com
- org.sg – organizacje w Rejestrze Stowarzyszeń
- gov.sg – jednostki rządowe
- edu.sg – instytucje edukacyjne
- per.sg – osobiste nazwy domen
- idn.sg – chińskie i Tamil Domeny (na rozprawie z 04 lipca 2005 – 3 stycznia 2006)